# Merle (Name)
Merle ist ein männlicher oder weiblicher Vorname bzw. Familienname.

## Herkunft und Verwendung des Namens
Der Vorname Merle leitet sich vom irischen Namen Muriel oder dem Nachnamen Merrill ab, die beide wiederum eine andere Form von „Muirgel“ sind und helles oder strahlendes Meer bedeuten. Der Name wurde in der Schreibweise und Deutung durch das französische Wort „merle“ beeinflusst, das Amsel bedeutet. Seit den 1980er-Jahren erfreut sich der Vorname Merle in Deutschland wachsender und anhaltender Beliebtheit. Merle dient auch als Kurzform für den Vornamen Merlinde.

## Namensträger

### Vorname

#### Weiblich
- Merle Barth (* 1994), deutsche Fußballspielerin
- Merle Collet (* 1986), deutsche Schauspielerin, Moderatorin und Autorin
- Merle Dandridge (* 1975), US-amerikanische Schauspielerin und Sängerin
- Merle Frohms (* 1995), deutsche Fußballtorhüterin
- Merle Heidergott (* 1995), deutsche Handballspielerin
- Merle Hoch (* 1982), deutsche Musicaldarstellerin
- Merle Homeier (* 1999), deutsche Leichtathletin (Weitsprung)
- Merle Jääger (* 1965), estnische Schauspielerin und Dichterin
- Merle Juschka (* 1999), deutsche Schauspielerin
- Merle Karusoo (* 1944), estnische Theaterregisseurin und Dramatikerin
- Merle Kennedy (* 1967), US-amerikanische Schauspielerin
- Merle Kröger (* 1967), deutsche Krimi-Schriftstellerin, Drehbuchautorin, Filmemacherin und Produzentin
- Merle Lampe (* 1994), deutsche Handballspielerin
- Merle Louise (1934–2025), US-amerikanische Schauspielerin
- Merle Montgomery (1904–1986), US-amerikanische Komponistin, Pianistin und Musikpädagogin
- Merle Moult (1924–2004), sambische Badminton- und Tennisspielerin
- Merle Oberon (1911–1979), britische Schauspielerin
- Merle Greene Robertson (1913–2011), US-amerikanische Altamerikanistin
- Merle Rubin (1949–2006), US-amerikanische Literaturkritikerin und Wissenschaftsjournalistin
- Merle Spellerberg (* 1996), deutsche Politikerin
- Merle Viirmaa (* 1974), estnische Biathletin
- Merle de Villiers (* 2001), deutsche Schauspielerin und Model
- Merle Wasmuth (* 1988), deutsche Schauspielerin
- Merle Weidt (* 1999), deutsche Volleyballspielerin

#### Männlich
- Merle Fainsod (1907–1972), US-amerikanischer Politikwissenschaftler
- Merle Haggard (1937–2016), US-amerikanischer Country-Musiker
- Merle Kilgore (1934–2005), US-amerikanischer Komponist, Texter, Country-Sänger und Manager
- Merle Miller (1919–1986), US-amerikanischer Drehbuchautor und Schriftsteller
- Merle Travis (1917–1983), US-amerikanischer Country-Musiker und Songwriter
- Merle Antony Tuve (1901–1982), US-amerikanischer Physiker und Geophysiker

### Familienname
- Audrey Merle (* 1995), französische Triathletin
- Bérénice Cleyet-Merle (* 1994), französische Leichtathletin
- Carole Merle (* 1964), französische Skirennläuferin
- Célia Merle (* 1999), französische Triathletin
- Christian Albert Anton von Merle (1693–1765), von 1734 bis 1765 Weihbischof des Bistums Worms sowie Titularbischof von Sinope
- Clemens August von Merle (1732–1810), Weihbischof von Köln
- Eugène Merle (1884–1946), französischer Verleger
- Foucaud du Merle († 1314), französischer Adliger, Marschall von Frankreich
- Frank Merle (* 1962), französischer Mathematiker
- Hugues Merle (1823–1881), französischer Maler
- Jean-Henri Merle d’Aubigné (1794–1872), Schweizer reformierter Theologe und Kirchengeschichtler
- Kristin Merle (* 1974), deutsche evangelische Theologin und Pfarrerin
- Maurice Merle (1945–2003), französischer Jazzsaxophonist und Komponist
- Michael Merle, deutscher Kommunalpolitiker
- Michel Merle (* 1949), französischer Mathematiker
- Olivier Merle (* 1965), französischer Rugby-Union-Spieler
- Pierre Hugues Victoire Merle (1766–1830), französischer General
- Robert Merle (1908–2004), französischer Schriftsteller
- Vincent de Paul Merle (1768–1853), französischer Trappist und Klostergründer, der in Kanada wirkte
- Werner Merle (* 1940), deutscher Rechtswissenschaftler